# 小芹属
小芹属（学名：Sinocarum）是伞形科下的一个属，为细小草本植物。该属共有约7种，主要产自中国西藏东南部、四川西部和云南西北部高山地区。